# Шарль-Ру, Эдмонда
Эдмонда Шарль-Ру (фр. Edmonde Charles-Roux; 17 апреля 1920, Нёйи-сюр-Сен, О-де-Сен, Франция — 20 января 2016, Марсель, Франция) — французская писательница, журналистка.

## Биография
Внучка Жюля-Шарля Ру — марсельского депутата и президента Компании Суэцкого канала, сменившего впоследствии фамилию на Шарль-Ру. Дочь Франсуа Шарля-Ру, французского посла, члена Института Франции.
Во время Второй мировой войны была санитаркой — добровольцем в Иностранном легионе, участвовала в движении Сопротивления. Была награждена Военным крестом, затем стала кавалером ордена Почётного легиона (1945). После войны в течение двух лет работала в редакции газеты «France Soir», затем — журнала для женщин — «Elle». С 1948 года работала в журнале «Vogue», сначала в качестве хроникёра, а с 1954 — главным редактором издания. Под её руководством журнал коренным образом изменился как внешне, так и внутренне. Она привлекла к сотрудничеству известных писателей, фотографов, модельеров. В 1966 года покинула редакцию.
Три месяца спустя, в том же году опубликовала роман «Забыть Палермо», который получил Гонкуровскую премию. В 1989 году режиссёр Франческо Рози экранизировал этот роман. В последующие годы вышли несколько других её романов, а также биографии Коко Шанель и Изабеллы Эбельхард. Кроме того, она написала несколько либретто для Ролана Пети, в частности, «Леопард» (по роману Томази ди Лампедуза) и «Нана» (по роману Золя).
С 1983 года — член Гонкуровской академии, а в 2002—2013 — её президент.
Похоронена на кладбище Сен-Пьер в Марселе.
На русский язык произведения писательницы переводили: Юрий Жуков, Нина Кулиш, Светлана Ломидзе и другие.

### Оригинальные публикации
- 1966 — Oublier Palerme, роман — Гонкуровская премия 1966
- 1971 — Elle, Adrienne, роман
- 1974 — L’Irrégulière ou mon itinéraire Chanel, биография Коко Шанель
- 1979 — Le Temps Chanel, La Martinière (фотоальбом)
- 1980 — Stèle pour un bâtard, роман
- 1981 — Une enfance sicilienne, роман
- 1989 — Un désir d’Orient, vol. I, биография Изабеллы Эбельхардd
- 1995 — Nomade j'étais, vol. II
- 2003 — L’homme de Marseille (фотоальбом)
- 2003 — Isabelle du désert (Un désir d’Orient и Nomade, j'étais в одном томе)

### На русском языке
- Шарль-Ру, Эдмонда. Непостижимая Шанель = L’Irreguliere ou mon itineraire Chanel / пер. с фр. Светланы Ломидзе. — М.: Русич, Литера, Издательская группа «Прогресс», 1997. — 493 с. — (Женщина-миф).
- Шарль-Ру, Эдмонда. Время Шанель = Le temps Chanel / пер. с фр. Нины Кулиш. — М.: СЛОВО/SLOVO, 2007. — 384 с. — ISBN 978-5-85050-907-1.
- Шарль-Ру, Эдмонда. Непутёвая Шанель = L’Irreguliere ou mon itineraire Chanel / пер. с фр. Светланы Ломидзе. — М.: Астрель, 2010. — 624 с. — ISBN 978-5-17-062752-3.
- Шарль-Ру, Эдмонда Забыть Палермo — М.: «Прогресс»

## Награды
- Военный крест (1945);
- кавалер (1945), командор (2010), великий офицер (2013) ордена Почётного легиона
- кавалер национального ордена «За заслуги»